# Saint-Mamet-la-Salvetat
Saint-Mamet-la-Salvetat – miejscowość i gmina we Francji, w regionie Owernia-Rodan-Alpy, w departamencie Cantal.
Według danych na rok 1990 gminę zamieszkiwało 1327 osób, a gęstość zaludnienia wynosiła 26 osób/km² (wśród 1310 gmin Owernii Saint-Mamet-la-Salvetat plasuje się na 163. miejscu pod względem liczby ludności, natomiast pod względem powierzchni na miejscu 31.).